# Ђина Пане
Ђина Пане (фр. Gina Pane; 1939, Бијариц — 1990, Париз) била је француска уметница италијанске националности која се бавила боди артом.
Студирала је на Школи лепих уметности у Паризу, најпре оријентисана ка лендарту и инсталацијама да би се крајем шездесетих окренула екстремнијој форми перформанса као што је перформанс Non-aestheticized Climbing 1971. у Паризу, где се босонога пела и спуштала низ мердевине које су имале оштре шиљке. Тим перформансом уметница се бавила питањем рата у Вијетнаму.
Перформанси Ђине Пане укључивали су на телесном нивоу различите акције на телу: пуштање крви, лежање изнад упаљених свећа (тај перформанс је Марина Абрамовић реизвела у Гугенхајм Музеју у оквиру пројекта Седам лаких комада 2005). Њене акције су испитивале различите односе, као и померање граница бола. Ђина Пане је изводила перформансе и излагала широм света. У београдском Студентском културном центру (СКЦ) на Априлским сусретима 1972. извела је перформанс Живот-Смрт-Сан.